# Centrální technická evidence pozemních komunikací (Slovensko)
Centrální technická evidence pozemních komunikaci (slovensky Centrálna technická evidencia pozemných komunikácií), zkratkou CTEPK, je slovenský informační systém, který vede na zakladě slovenského silničního zákona (cestného zákona) (novelizovaný Slovenskem recipovaný československý zákon 135/1961 Z.z.) slovenské Ministerstvo dopravy, výstavby a regionálního rozvoje (MDVRR SR) prostřednictvím své rozpočtové organizace Slovenská správa silnic (Slovenská správa ciest, SSC). Tuto činnost v rámci SSC zajišťuje Odbor cestnej databanky Cestná databanka (CDB), působící v rámci Úseku technického rozvoje. Tato evidence od počátku obsahuje dálnice, rychlostní silnice a silnice I., II. a III. třídy na území Slovenské republiky, od 1. ledna 2017 do ní byly zahrnuty i motoristicky přístupné úseky místních komunikací (miestnych ciest, MC). Povinnost vést centrální technickou evidenci pozemních komunikací byla zavedena zákonem č. 317/2012 Z. z., o inteligentních dopravních systémech v silniční dopravě a o změně a doplnění některých zákonů, s účinností od 15. října 2012. 

## Evidované údaje
Tvůrcem dat CTEPK je Silniční databanka (Cestná databanka). S tímto odůvodněním se prohlašuje za výhradního vlastníka těchto dat a vyhrazuje si právo rozhodovat o právech a možnostech distribuce a dalšího nakládání s těmito údaji. Výjimkou jsou v terénu neměřitelné údaje o mostech a propustcích (například jejich zatížitelnost), kde jsou evidovány údaje z projektové dokumentace nebo údaje získané expertní činností, a neproměnných technických parametrů na místních koomunikacích. Tyto údaje do systému vkládají přímo správci těchto objektů prostřednictvím speciálních k tomu přizpůsobených aplikací, a proto jsou vlastníky těchto údajů.
Sběr a aktualizace údajů probíhá průběžně v závislosti na počasí. Nově získané údaje a aktualizace jsou publikovány zpravidla čtvrtletně prostřednictvím Portálu IS MCS Proměnné technické paramtetry (údaje charakterizující vozovk) jsou měřeny jen na vybraných úsecích silniční sítě. Diagnostické měření nerovností vozovek se provádí na celé síti dálnic, rychlostích silnic a silnic I. třídy a na polovině rozsahu silnic II. třídy. Mezi měřené neproměnné parametry patří například šířkové uspořádání, pojezdové výšky a dopravní značení. Mezi sledované proměnné parametry patří zejména stav vozovek a dopravní intenzity. 
Garance za data je v rámci SSC rozdělena do těchto tematických oblastí:
- referenční síť (oddělení referenční sítě)
- silniční objekty (oddělení technické evidence cest)
- neproměnné technické parametry (oddělení technické evidence cest)
- dokončené investiční stavby (oddělení technické evidence cest)
- proměnné technické parametry (oddělení diagnostiky vozovek)
- lokalizační tabulky (oddělení referenční sítě)
- jednotná referenční síť PK (oddělení tvorby výstupů a externích služeb)
- silniční dopravní síť (oddělení tvorby výstupů a externích služeb)

## Systém evidence a přístupnost údajů
CTEPK je technicky provozována jako jako jedna z funkcí informačního systému Model cestnej siete (IS MCS), jehož vstupní branou k jednotlivým aplikacím a modulům je Portál IS MCS. Webové aplikace a služby IS MCS jsou zajištěné technologiemi ArcGIS Server společnosti ESRI.
Pro nepřihlášeného uživatele (tj. pro veřejnost) je dostupná plná funkčnost aplikace Mapy CDB (prohlížení všech mapových pohledů a vytváření vlastních, maptipy, prohlížení údajů prostřednictvím grafů), stáhnutí reportů ve formátech pdf a xls, určení trasy pro přepravu nadměrných nákladů do 60 tun, dále metadata k údajům a v souborech CSV roční sestavy zdrojových dat pro vytváření statistických přehledů.  Veřejnosti nejsou přístupné informace o technickém stavu silniční sítě. 
Pro přihlášeného uživatele se zvláštními právy (správci komunikací, vybraní projektanti, přepravci nadrozměrných nákladů) jsou podle rozsahu jejich oprávnění zpřístupněna též některá z dalších dat, například výstupy pro správce silnic, přepravní trasy pro náklady nad 60 tun a nadrozměrné náklady, aplikace pro diagnostická měření, aplikace pro evidenci propustků, aplikaci pro evidenci dokončených investičních staveb, aplikace pro systém hospodaření s vozovkami včetně hlavních prohlídek komunikací, aplikace pro činnosti v rámci systému hospodaření s mosty.

## Srovnání s jinými státy
V České republice podobná evidence pod názvem Centrální evidence pozemních komunikací podle novelizovaného zákona 13/1997 Sb. má existovat od 1. července 2007, české ministerstvo dopravy však nejméně v následujících 15 letech nesplnilo ani povinnost vydat prováděcí předpis, čímž znemožnilo jak vznik tohoto informačního systému veřejné správy, tak plnění zákonných povinností dalšími subjekty, zejména vlastníky a správci komunikací. Dosavadní dotace poskytnuté ministerstvem organizaci ŘSD na vývoj systému byly podle zprávy Nejvyššího kontrolního úřadu z roku 2020 využity neúčelně a bez efektu, přičemž důvod prodlení ministerstvo Nejvyššímu kontrolnímu úřadu nevysvětlilo.